# Грин, Питер Моррис
Питер Моррис Грин (англ. Peter Morris Green; 22 декабря 1924, Лондон — 16 сентября 2024, Айова-Сити) — британский литератор, эллинист. Доктор философии (1954). Профессор-эмерит. Член Королевского литературного общества.

## Биография
Единственный ребёнок в семье.
В годы Второй мировой войны служил в Королевских ВВС в Бирме.
Окончил кембриджский Тринити-колледж, где учился с 1947 года, получил там степени бакалавра классики (1950) и в 1954 году магистра искусств и доктора философии по классике.
В 1963 году с семьёй переехал на о-в Лесбос. С 1966 года в Афинах, где до 1971 года преподавал в Year-колледже.
С 1971 года преподаватель Техасского университета в Остине, сперва приглашённый профессор классики, затем с 1972 года профессор классики, с 1982 года именной профессор классики, с 1997 года эмерит. В 1976 году приглашённый профессор классики в U.C.L.A.
В 1997 году вслед за супругой, также антиковедом, последовал в Айовский ун-т, где сперва был приглашённым профессором истории, а с 1998 года адъюнкт-профессор классики, одновременно с 1999 года редактор университетского «Syllecta Classica». В 1999 году приглашённый профессор истории в Year-колледже в Афинах (en:College Year in Athens).
С 2015 года вдовец (был женат вторым браком), есть дети.
Умер в возрасте 99 лет.